# ایگور لوکشیچ
ایگور لوکشیچ زادهٔ (۱۴ ژوئن ۱۹۷۶) یک سیاست‌مدار اهل مونته‌نگرو است.